# Laura Canales
Laura Canales (Kingsville, Texas), 19 de agosto de 1954 - Corpus Christi, Texas, 16 de abril de 2005) fue una cantante de música tejana e integrante original del “Tejano Roots Hall of Fame”. Fue conocida como "La Reina de la Onda Tejana". Además de ser cantante, Laura fue psicóloga graduada de la universidad de Texas A&M University-Kingsville. Es reconocida por ser una de las primeras mujeres en manejar un género exclusivo de hombres.

## Vida y carrera artística

### Primeros años
Laura Canales creció en Kingsville, Texas, una pequeña localidad ganadera situada cincuenta millas al suroeste de Corpus Christi, Texas. Asistió a Henrietta M. King High School en Kingsville, donde era muy conocida por notable voz. Después de su graduación, su padre, Perfecto, la animó a continuar con su búsqueda de una carrera en la música tejana. Hizo su debut discográfico en 1973 con “Los Únicos” al mismo tiempo que canto con los reconocidos grupos texanos “Conjunto” y “Conjunto Bernal”.
A mediados de la década de los 70, Canales fue miembro fundador de la banda tejana “Snowball & Company, que también se hacía llamar, Felicidad. La banda lanzó varios álbumes de larga duración, incluyendo un cover de la canción Midnight Blue, el primer éxito de la carrera regional de Canales. Los miembros eran Laura Canales (voz principal), Oscar Soliz (teclados, acordeón, bajo, armónica), Miro Valdez (guitarra y voz), Juan Rodríguez (bajo, voz, acordeón) y Balde Muñoz (batería y percusión). La banda estuvo a cargo de Oscar Muñoz.
En 1981, se casó con el baterista Balde Muñoz y formaron el grupo “Laura Canales y Encanto”. Después de firmar con Freddie Records, el grupo disfrutó de un enorme éxito. El primer sencillo del grupo “Sí Viví Contigo”, fue su primer gran éxito. En 1983, el gobernador de Texas, Mark White la honró con el “Yellow Rose of Award Texas”, el más alto honor del Estado para los artistas. De 1983 a 1986, Canales arrasó en los “Tejano Music Awards” ganando año tras año premios a “Mejor Vocalista Del Año”, “Canción Del Año”, “Álbum Del Año”, llevando el récord de la cantante con más premios en dicho evento, y así un récord que se mantuvo hasta Selena lo rompió en la década de 1990. En 1987, Canales hizo un cover de José José “Te Quiero Así” junto al grupo Mazz y al cantante Joe Lopez, que apareció en el álbum de la banda titulado “Allá”.

### 1989-2001
En 1989, Canales y Balde Muñoz se divorciaron. Posteriormente, dejó Encanto, cosa que le abrió las puertas y la elevó en el mundo de la música, pues ella se las arregló para una reaparición en un aumento de la popularidad internacional de la música tejana, firmando un contrato con la disquera EMI Music en ese mismo año. Para comenzar su contrato con EMI, Laura lanza su primer álbum solista titulado "Sensualmente", del que se desprenden temas como Corazón Maldito y Gracias a la Vida. El álbum llegó a la posición #16 en la lista Regional Mexican Albums de la revista popular Billboard. En 1990, con una mejor producción, lanza el álbum "No Regrets" producido por Gilbert Velásquez y con participación en coros del cantante Jay Pérez. De éste, se desprendieron temas como Dime Si Tú Me Quieres, Toma Mi Corazón y el famoso Cuatro Caminos". Este álbum llegó a la posición #8 en la lista Regional Mexican Albums de Billboard durando 19 semanas en dicha lista.
Para 1992, EMI lanza el álbum "Dile a Tu Esposa" siendo uno de los más populares de su carrera. Temas como No Lastimes Más, de la autoría de Juan Gabriel, Avísame y por supuesto, el tema Dile a tu Esposa convirtieron este álbum en el más exitoso de la carrera de Laura hasta ese entonces. Después de dos años, el 19 de abril de 1994 se pone en libertad el álbum "Con Mucho Amor", grabado en Zaz Recording Studio en San Antonio, Texas. De dicho disco, se desprendieron temas como Ámame, Pa' Qué Volver y La Fiesta, entre otros. El álbum tocó la posición #6 en el Regional Mexican Albums de Billboard.
Después de su álbum de 1994, Laura decide tomar un tiempo libre de la música esto debido a que, recordando una promesa que le hizo a su madre, en 1995, Laura se inscribió en la universidad de Texas A&M University-Kingsville, donde se graduó con títulos de licenciatura en psicología y logopedia. Tras esto comenzó a tomar clases de posgrado en Trastornos y Ciencias de la comunicación.
Durante su descanso de cursos universitarios, Canales, en 1996 terminó su contrato con EMI y retomó su carrera en la música con la compañía Fonovisa y produciendo así su álbum “Frente A Frente” lanzado el 14 de febrero del mismo año. De éste, se desprendieron sencillos como Lo Lindo de Ti, Regálame un Besito y un tema interpretado originalmente por Rocío Dúrcal titulado Cómo Han Pasado los Años, de la autoría de Roberto Livi. Un año después de este álbum, Canales decide terminar su contrato con Fonovisa para regresa a EMI y en 1998 lanzó el que sería su último álbum de estudio titulado “Tres Deseos” del que se desprendieron éxitos como Que Se Lleva Lo Que Quiera y La Corriente. Este álbum fue producido de igual modo por Gilbert Velásquez.

## Fallecimiento
Canales había estado hospitalizada desde el 28 de marzo de 2005 por una operación de la vejiga. Tras la cirugía surgieron complicaciones, incluyendo una neumonía. La noticia sobre su estado de salud se propagó rápidamente, y Canales recibió una ola de cartas, tarjetas y correos electrónicos desde sitios tan remotos como Israel y Japón. Finalmente, la cantante murió el sábado 16 de abril de 2005, dijo el vocero familiar Javier Villanueva, presidente del Salón de la Fama ROOTS de la Música Tejana en Alice.

## Discografía

### Snowball & Co. (1976-1978)
| Año  | Álbum                  | Productor                                                               | Discográfica        |
| ---- | ---------------------- | ----------------------------------------------------------------------- | ------------------- |
| 1976 | Snowball & Co. (Vol 1) | Balde Muñoz / Oscar Soliz / Tacho Rivera / Ramiro "Snowball" de la Cruz | Fireball Recordings |
| 1977 | Snowball & Co. (Vol 2) | Balde Muñoz / Oscar Soliz / Tacho Rivera / Ramiro "Snowball" de la Cruz | Fireball Recordings |

### Felicidad (1980-1983)
| Año  | Álbum           | Productor                 | Discográfica        |
| ---- | --------------- | ------------------------- | ------------------- |
| 1980 | Hermoso Cariño  | Balde Muñoz / Oscar Soliz | Fireball Recordings |
| 1982 | Si Viví Contigo | Balde Muñoz               | Freddie Records     |
| 1983 | Eternamente     | Balde Muñoz               | Fireball Recordings |
| 1983 | Despacito       | Balde Muñoz               | Freddie Records     |

### Laura Canales & Encanto (1983-1988)
| Año  | Álbum                           | Productor(es) | Discográfica    |
| ---- | ------------------------------- | ------------- | --------------- |
| 1983 | Está Sed Qué Tengo              | Balde Muñoz   | Freddie Records |
| 1984 | El Más Querido                  | Balde Muñoz   | Freddie Records |
| 1984 | La Internacional                | Balde Muñoz   | Freddie Records |
| 1985 | Dame La Mano                    | Balde Muñoz   | Freddie Records |
| 1987 | El Día Qué Me Acaricies Llorare | Balde Muñoz   | Freddie Records |

### Como solista (1989-1999)
| Año  | Álbum            | Productor(es)                  | Discográfica    |
| ---- | ---------------- | ------------------------------ | --------------- |
| 1989 | Sensualmente     | Gilbert Velásquez              | EMI Latin       |
| 1990 | No Regrets       | Gilbert Velásquez, Joel Guzmán | EMI Latin       |
| 1992 | Dile A Tu Esposa | Joel Guzmán                    | EMI Latin       |
| 1994 | Con Mucho Amor   | Gilbert Velásquez              | EMI Latin       |
| 1996 | Frente a Frente  | Gilbert Velásquez              | Fonovisa Tejano |
| 1998 | Tres Deseos      | Gilbert Velásquez              | EMI Latin       |

### Recopilatorios
| Año  | Álbum                                   | Productor(es)     | Discográfica    |
| ---- | --------------------------------------- | ----------------- | --------------- |
| 1995 | Mis Mejores Canciones - 12 Súper Éxitos | Gilbert Velásquez | EMI Latin       |
| 2000 | Tejano All Stars                        | EMI Production    | EMI Latin       |
| 2003 | Latin Classics                          | EMI Production    | EMI Latin       |
| 2004 | Original Masters: Laura Canales         | EMI Production    | EMI Latin       |
| 2004 | 30 Éxitos Insuperables                  | EMI Production    | EMI Latin       |
| 2004 | 15 de Colección                         | EMI Production    | EMI Latin       |
| 2007 | Serie Verde                             | EMI Production    | EMI Latin       |
| 2004 | 30 Hits                                 | Freddie Martinez  | Freddie Records |
| 2014 | Imprescindibles                         | Universal Music   | Universal       |
| 2018 | Visión 20.20 Exitos                     | Universal Music   | Universal       |